# Nicolás (eunuco)
Nicolás (en griego: Νικόλαος) fue un eunuco bizantino al servicio de los emperadores Constantino VIII (1025-1028), Romano III (1028-1034), Miguel IV (1034-1041) y Zoe (1042), que alcanzó los cargos de paracemomeno y doméstico de las escolas.

## Biografía
Nicolás era un cubiculario (chambelán) de Constantino VIII cuando este todavía no era el emperador principal. Después de suceder a Basilio II, Constantino había removido de sus cargos a los jefes de gobierno de su predecesor y los reemplazó con sus hombres de confianza. Como el principal de sus eunucos, recibió el cargo de paracemomeno y también de doméstico de las escolas.
Entre los años 1027 y 1028, emprendió una campaña militar contra Bagrat IV de Georgia, que estaba bajo la regencia de su madre María de Vaspurakan. En 1042, recibió el cargo de doméstico de las escolas de Oriente y el título de proedros por parte de la emperatriz Zoe. Ese mismo año, combatió contra Gagik II de Armenia, pero tuvo que abandonar sus planes luego de que Zoe fuera destronada por Constantino IX Monómaco, aunque seguiría sirviendo bajo el nuevo reinado.